# Roman Hływa
Roman Hływa, występujący także jako Roman Hliwa (ur. 14 grudnia 1934 w Rawie Ruskiej, zm. 20 kwietnia 2021) – polski piłkarz, grający na pozycji napastnika.

## Życiorys
W 1945 roku przeniósł się do Polski. W 1947 roku został juniorem Sandecji Nowy Sącz, a w pierwszej drużynie zadebiutował w 1950 roku w wygranym 1:0 spotkaniu z Okocimskim Brzesko, w którym zdobył bramkę. W 1953 roku został studentem Akademii Wychowania Fizycznego w Warszawie, zostając także zawodnikiem AZS AWF. W okresie studiów dwukrotnie wystąpił w reprezentacji Polski B. W 1958 roku został piłkarzem Legii Warszawa, gdzie występował do 1962 roku. W barwach Legii rozegrał 23 ligowe spotkania, w których zdobył 6 bramek. W 1962 roku przeszedł do ŁKS Łódź. W 1965 roku wrócił do Sandecji Nowy Sącz, w której występował do 1970 roku. W latach 1970–1972 grał w Dunajcu Nowy Sącz, a następnie w Skalniku Kamionka Wielka.
W 1966 roku trenował juniorów Sandecji, a w 1969 roku – pierwszy zespół. W latach 80. ponownie prowadził piłkarzy Sandecji, a następnie był trenerem Dunajca Nowy Sącz. Po zakończeniu kariery trenerskiej pracował w sklepie zoologicznym córki.